# Sproge kyrka
Sproge kyrka är en kyrkobyggnad på Gotland som tillhör Sproge församling i Visby stift. Kyrkan ligger några hundra meter från Mästermyr och vid den gamla vägen längs Littorinavallen.

## Kyrkobyggnaden
På nuvarande kyrkas sydportal finns årtalet 1058 angivet vilket troligen syftar på en tidigare träkyrka som funnits på platsen. Ett fyrtotal ekplankor har återfunnits och förvaras nu i Gotlands fornsal. Den befintliga medeltida stenkyrkan består av ett rektangulärt långhus med smalare absidkor och kyrktorn. Byggnadsmaterialet är i huvudsak grå kalksten. Långhus och kor härstammar från 1200-talets förra hälft, medan tornet tillfogades i slutet av 1200-talet eller omkring 1300. Kyrkan har vitputsade fasader. Långhuset och det lägre koret täcks av sadeltak, absiden har ett konformat tak. Tornet har spetsbågiga kolonettförsedda ljudgluggar i tre våningar, gavelrösten i alla väderstreck samt åttkantig tornspira. De stora rundbågefönstren härrör från en ombyggnad 1839–1840 (norra fönstren tillkom 1844), då även den romanska sydportalen flyttades och korportalen igenmurades. Tornet har en spetsbågig perspektivportal på norra sidan. Kyrkorummets fyra kryssvalv med mittkolonn fick vid ombyggnaden 1839–1840 ge vika för nuvarande trätunnvalv. Koret täcks av ett tryckt kryssvalv, absiden har ett hjälmvalv, och tornrummet ett högt tältvalv. Triumf- och tornbågarna är rundbågiga. 1965 restaurerades kyrkan efter förslag av arkitekten Olle Karth.

## Inventarier
- Triumfkrucifixet av ek är från 1300-talet.
- Dopfunten av sandsten är från 1600-talet.
- Altartavlan är målad 1669 av Johan Bartsch d.y.
- Predikstolen är från 1800-talet.

### Orgel
- Orgeln byggdes 1901 av Åkerman & Lund Orgelbyggeri i Stockholm. Orgeln är mekanisk.

| Manual        | Pedal   | Koppel     |
| Principal 8’  | Bihängd | Man 4'/Man |
| Rörfleut 8’   |         |            |
| Salicional 8’ |         |            |
| Fleut 4'      |         |            |

## Omgivning
- Sockenmagasinet i kyrkogårdens nordvästra hörn är uppfört av kalksten under 1820-talet.